# خزانة مرففة

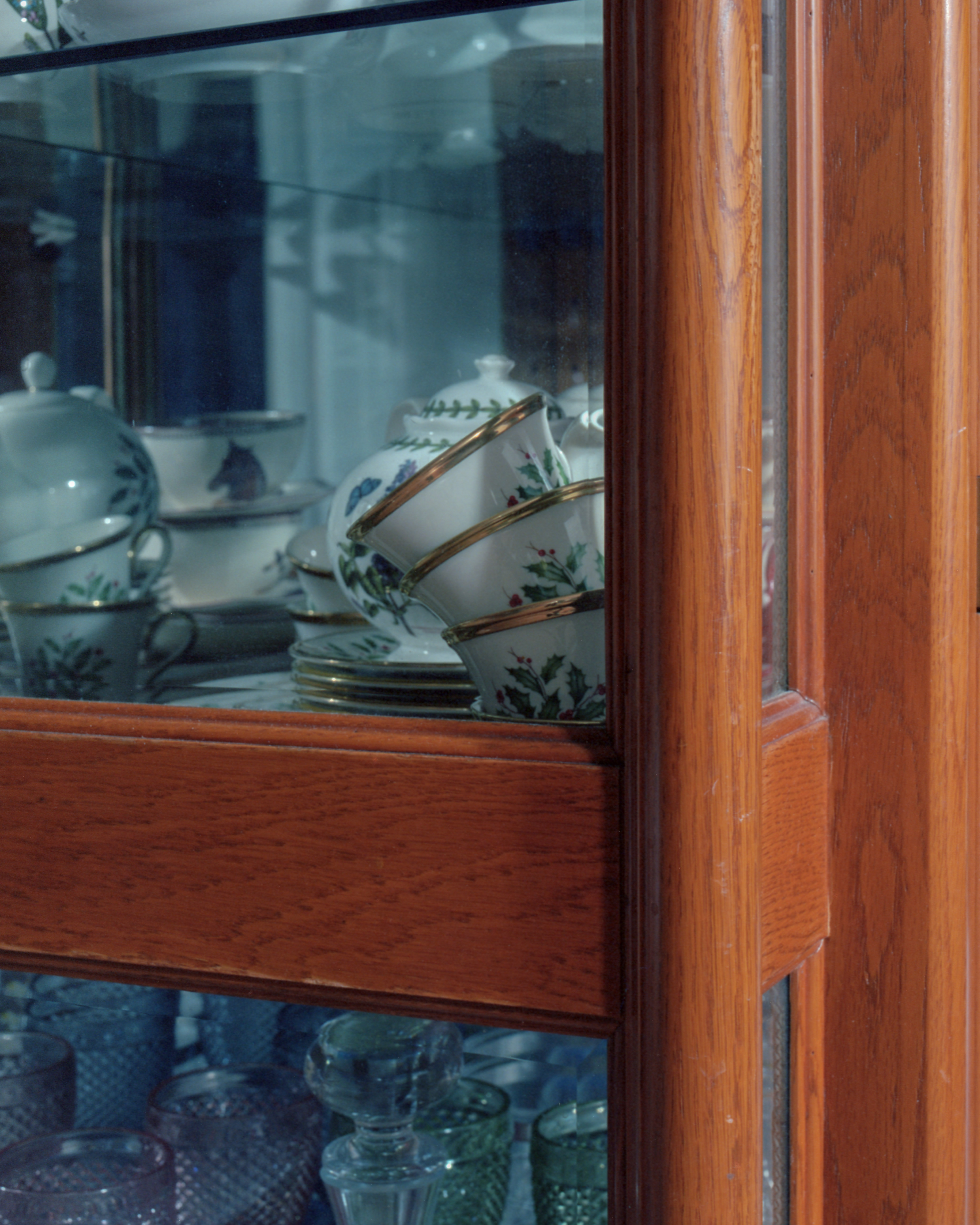
أكواب في خزانة مرففة.

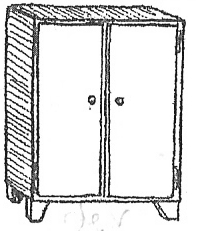
خزانة مغلقة

الخزانة المُرَفَّفَة هي قطعة أثاث لاحتواء الأواني أو مواد البقالة المخزنة في المنزل. تطور المصطلح تدريجيًا من معناه الأصلي: طاولة جانبية مفتوحة الأرفف لعرض أطباق الأطباق ، وبشكل أكثر تحديدًا الأطباق والأكواب والصحون.

## الصور

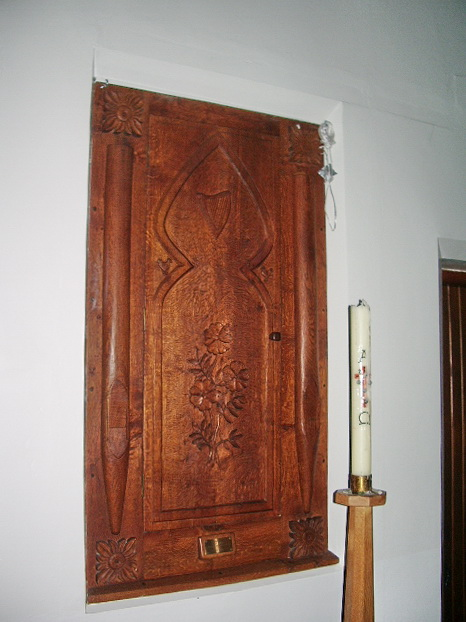
خزانة مدمجة: خزانة مدمجة في جدار كنيسة القديس جِمس في جابل الأبيض، لَنكشَيَر
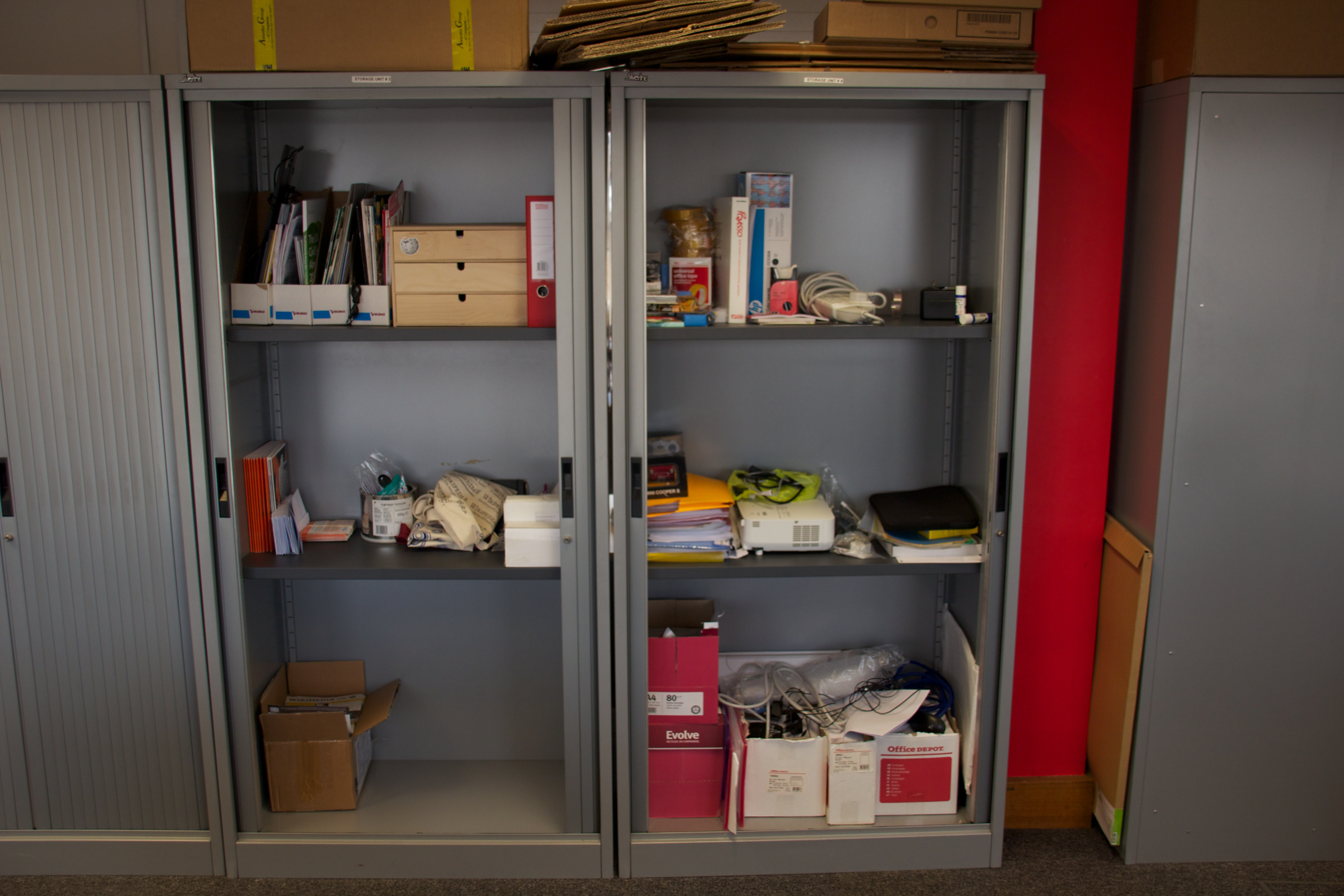
خزانة القرطاسية: خزانة مكتبية بأبوابها القابلة للقفل مفتوحة
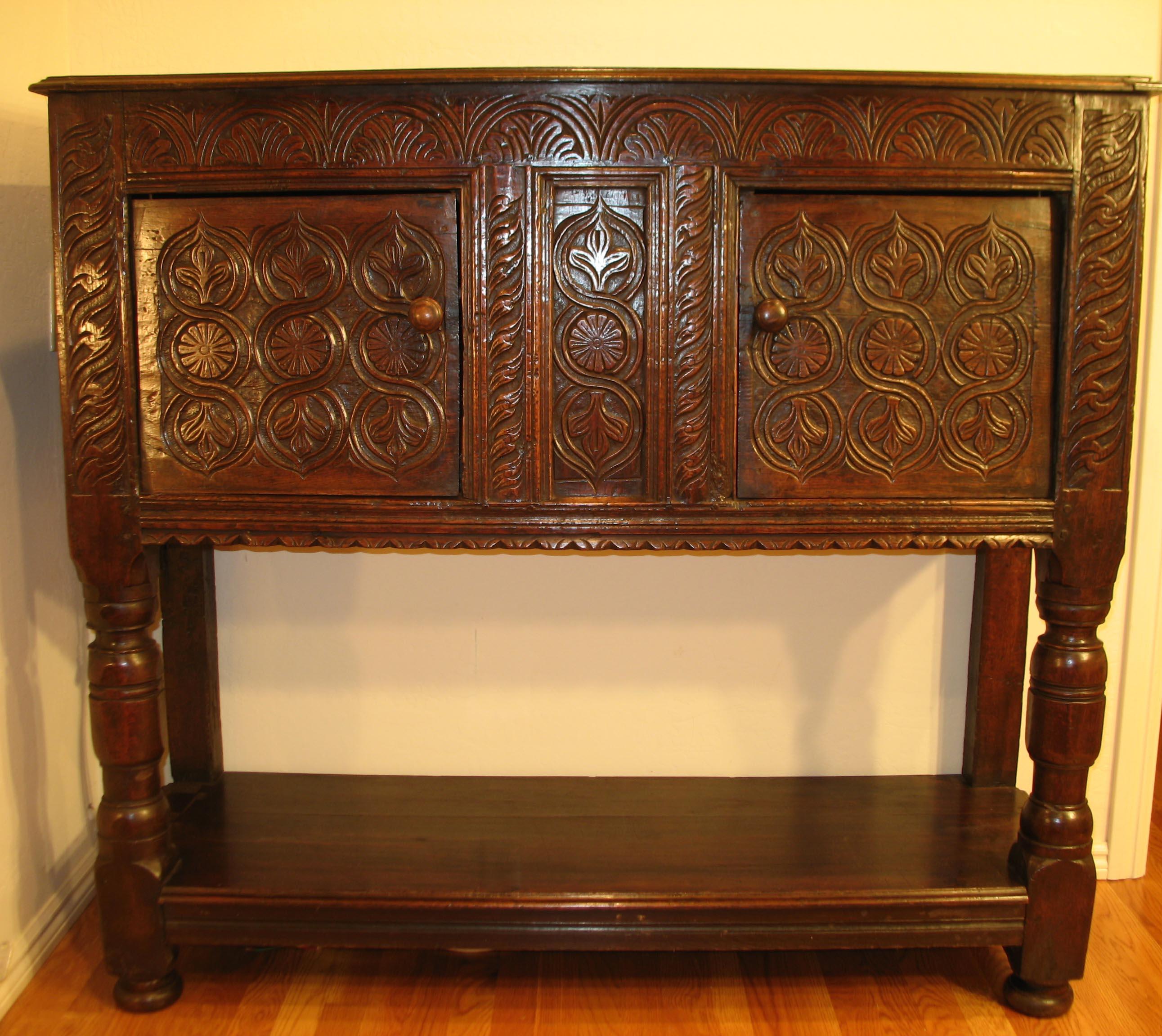
خزانة عتيقة: خزانة ملابس إنجليزية نحو 1600 إلى 1640
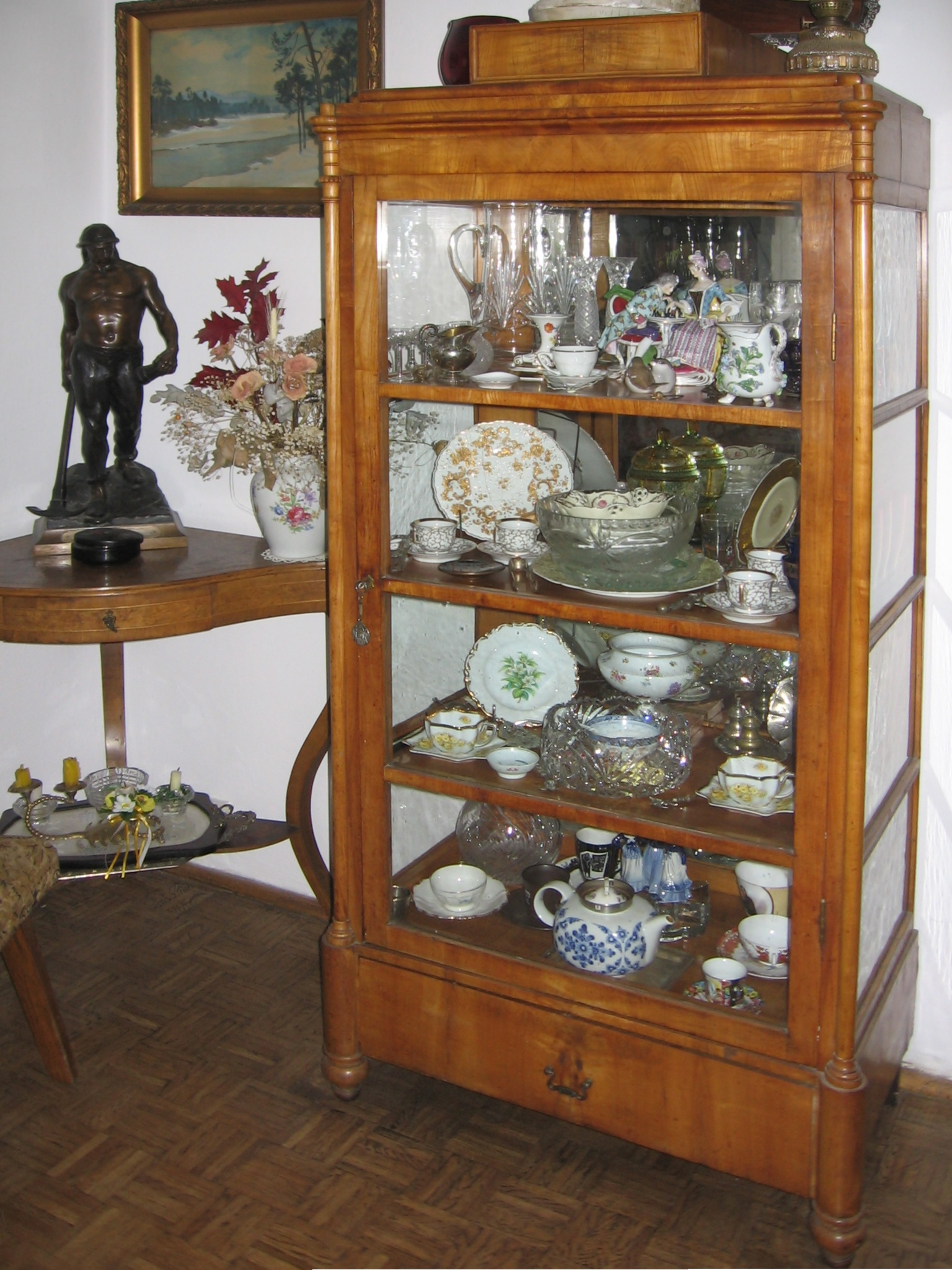
الخزانة العتيقة: الأواني الفخارية المزخرفة والأواني الخزفية